# Borðoy
Borðoy (dánul: Bordø) egy sziget Feröer északkeleti részén.

## Földrajz

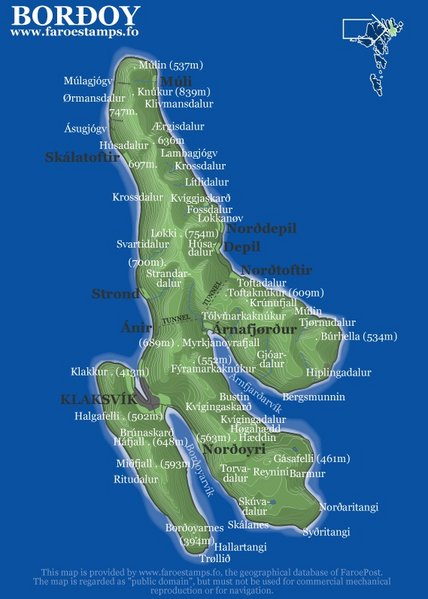
Borðoy térképe

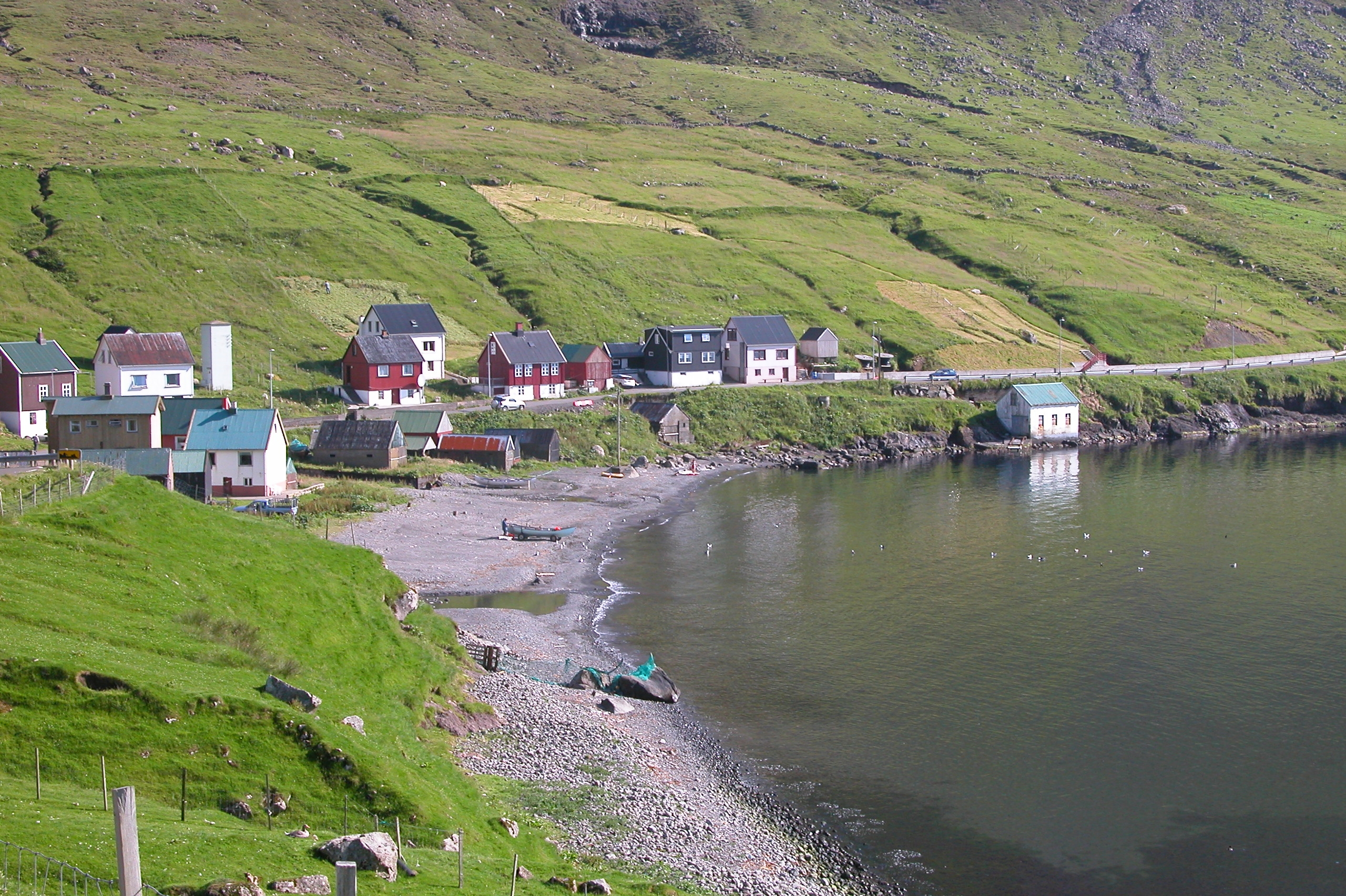
Árnafjørður

Borðoy Eysturoytől keletre, a Norðoyar szigetcsoport közepén található, és annak legnagyobb szigete. Délkeletről két hosszú öböl nyúlik be a sziget belsejébe, az Árnfjarðarvík és a Borðoyarvík. Összesen 23 hegycsúcs van a szigeten, ezek közül a legmagasabbak a Norðanfyri Lokkaskarð (772 m), a Lokki (754 m), az Omanfyri Klivsdal (747 m) és a Norðanfyri Kvíggjaskarð (739 m).

### Élővilág
A sziget északi és délkeleti részén jelentős tengerimadár-kolóniák fészkelnek. Évente mintegy 250 pár európai viharfecske és 200 pár fekete lumma költ ezeken a területeken.
A szigeten jelen lévő vándorpatkány-állomány veszélyt jelent a fészkelő madarakra.

## Népesség
Borðoy területén Klaksvík község és Hvannasund község osztozik. Hét lakott település található rajta: Klaksvík, Norðoyri, Ánir, Árnafjørður, Norðtoftir, Depil és Norðdepil. Közülük kiemelkedik Klaksvík, az egész szigetcsoport második legnépesebb városa.
A sziget északi részén van még négy elhagyott település is: Skálatoftir, Múli, Fossá és Strond. Múli volt a vidék legelmaradottabb falva: 1989-ig egyetlen út sem vezetett oda, csak hajóval és helikopterrel lehetett megközelíteni. Bár még vannak regisztrált lakói, gyakorlatilag 2002 óta elhagyottnak tekinthető. Fossát 1969-ben megvette a klaksvíki múzeum, hogy ott egy eredeti középkori falut mutasson be, a terv azonban máig nem valósult meg.
| Év              | Lakosság |
| --------------- | -------- |
| 1986. január 1. | 5067     |
| 1991. január 1. | 5152     |
| 1996. január 1. | 4658     |
| 2001. január 1. | 4956     |
| 2006. január 1. | 5000     |

## Közlekedés
A sziget a 2006-ban átadott, 6300 m hosszú Norðoyatunnilin alagúton át csatlakozik az Eysturoy szigetén található Leirvíkhez, és rajta keresztül pedig Feröer fővárosához és három legnagyobb szigetéhez. A szomszédos Kunoy és Viðoy szigetekre töltésen át közút vezet, Kalsoy pedig komppal érhető el Klaksvíkból.